# Svíb
Svíb (331 m n. m.) je vrch v okrese Hradec Králové ve stejnojmenném kraji. Leží asi 1,5 km západně od obce Máslojedy na jejím katastrálním území. Zalesněný kopec s řadou památek, připomínajících události prusko-rakouské války, je součástí Mikroregionu obcí Památkové zóny 1866.

## Geomorfologické zařazení
Z geomorfologického hlediska vrch Svíb nachází v okrsku Libčanská plošina podcelku Chlumecká tabule, která je součástí geomorfologického celku Východolabská tabule.

## Přístup
Lesem Svíb, včetně vrcholu stejnojmenného kopce, prochází červeně značená turistická cesta, spojující obce Máslojedy a Čistěves. Tato cesta je totožná s centrální částí naučné stezky Les Svíb.

## Galerie

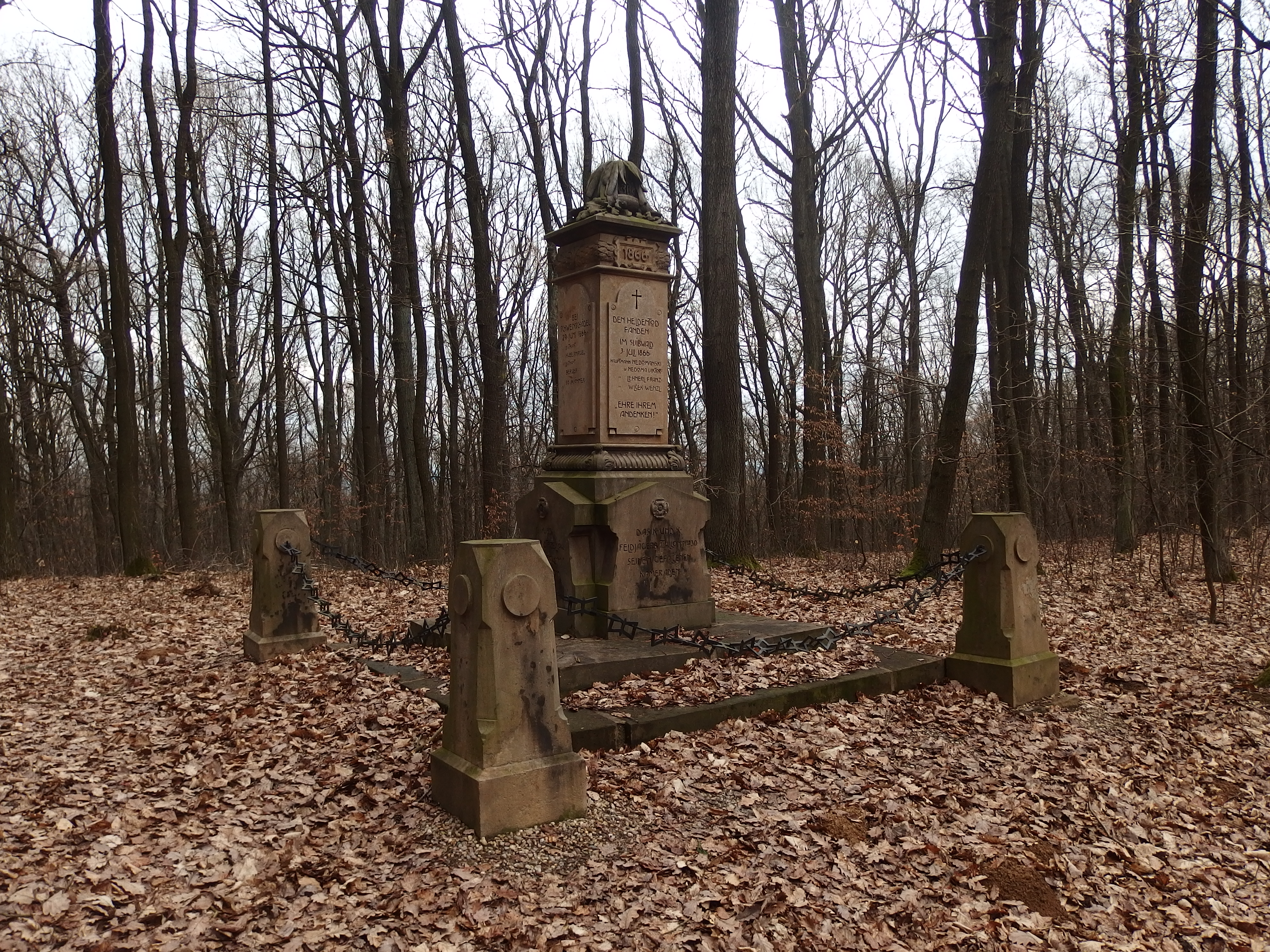
Pomník vojákům, padlým ve Svíbu 3. 7. 1866
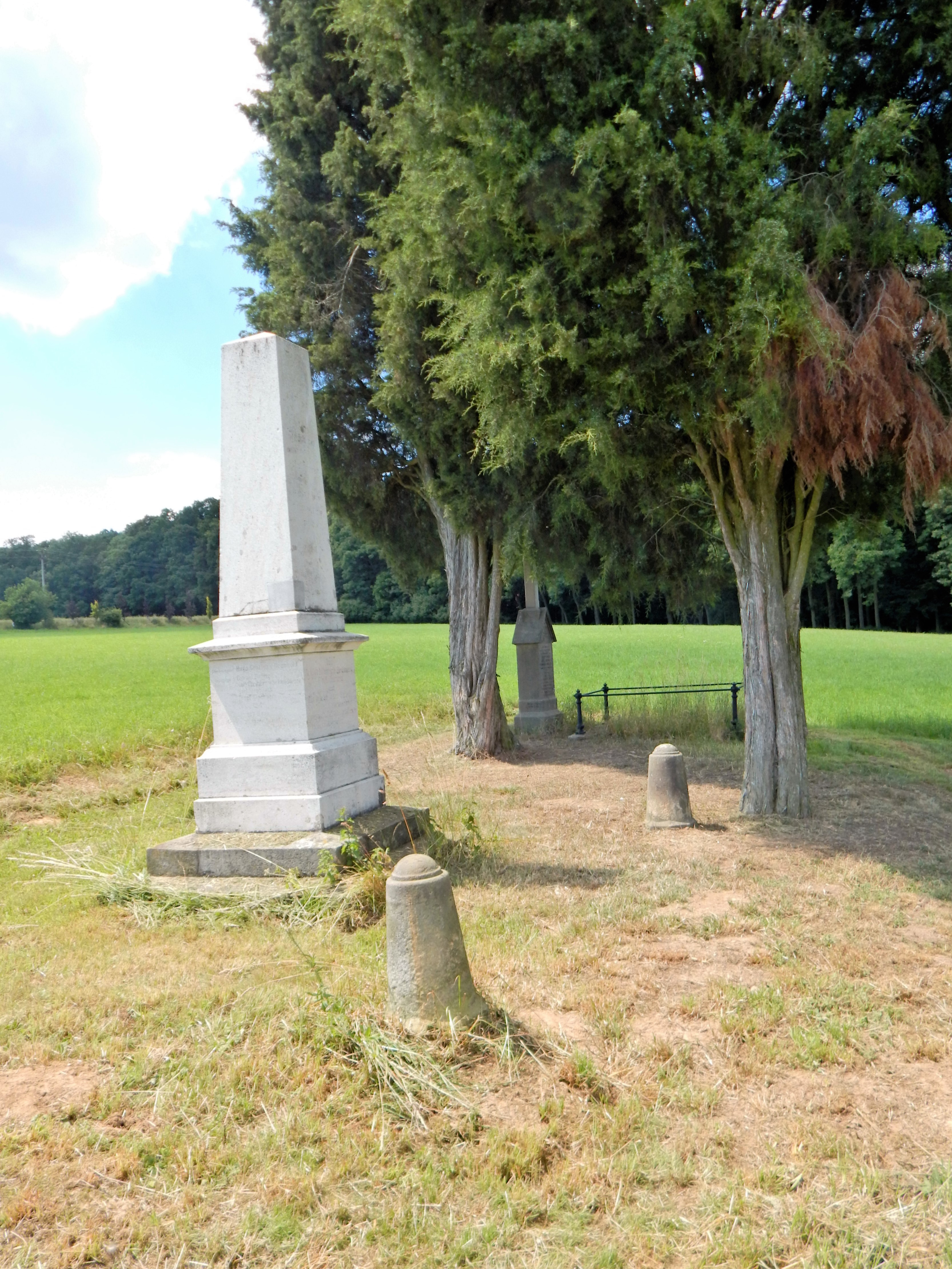
Pomník u cesty z Máslojed do lesa Svíb
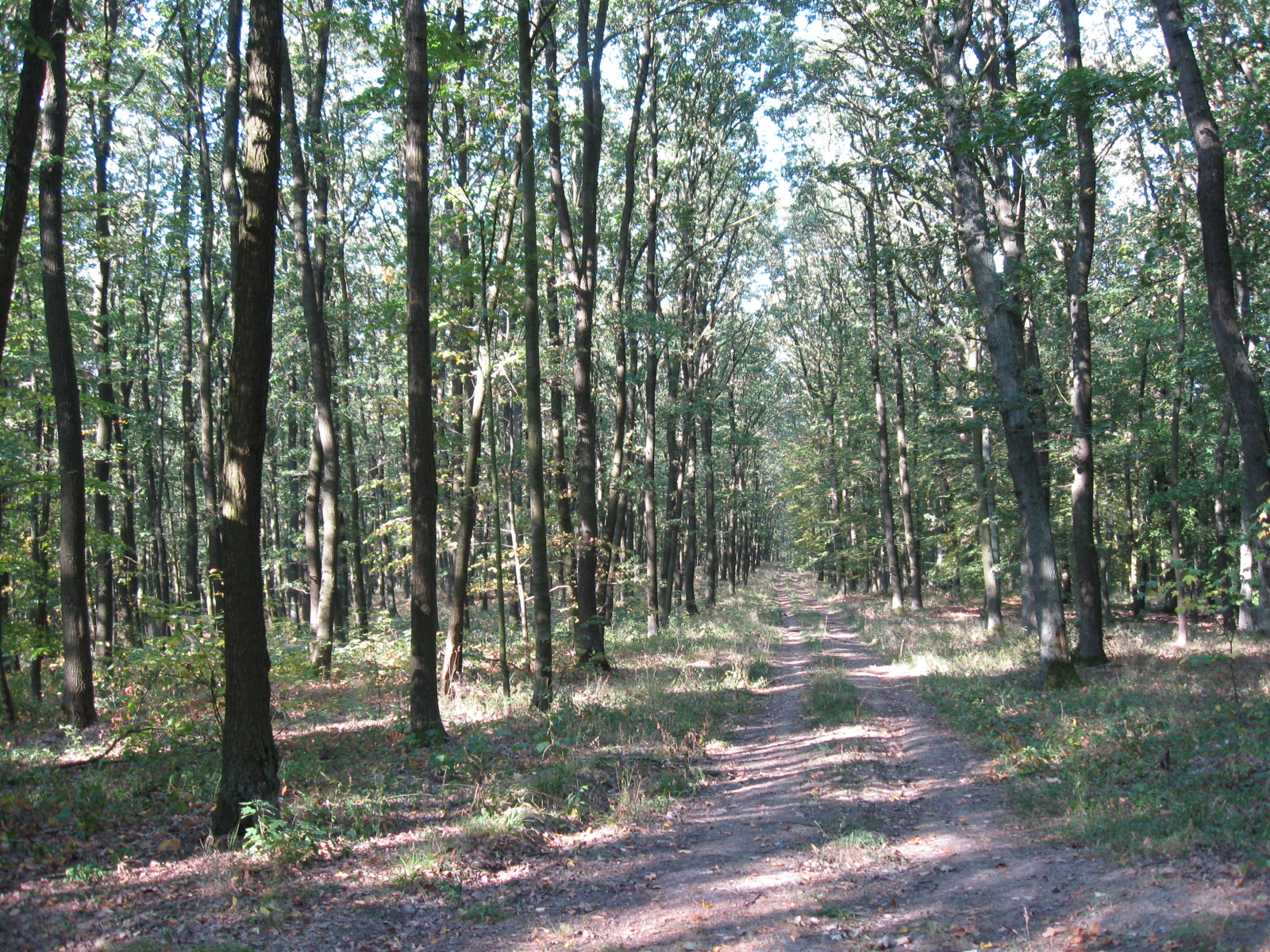
Cesta uprostřed lesa Svíb - tzv. Alej mrtvých
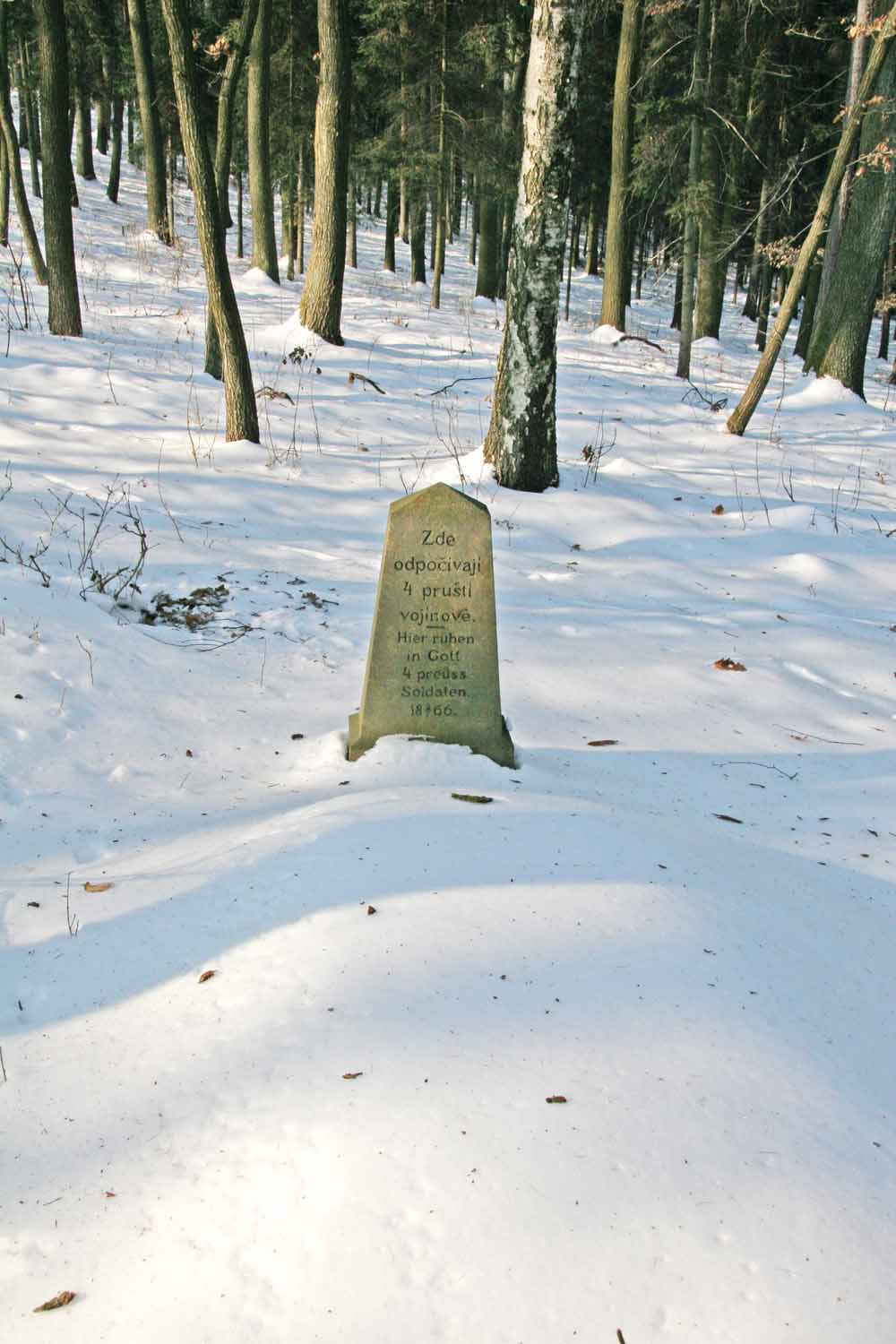
Jeden z mnoha válečných hrobů v okolí Aleje mrtvých
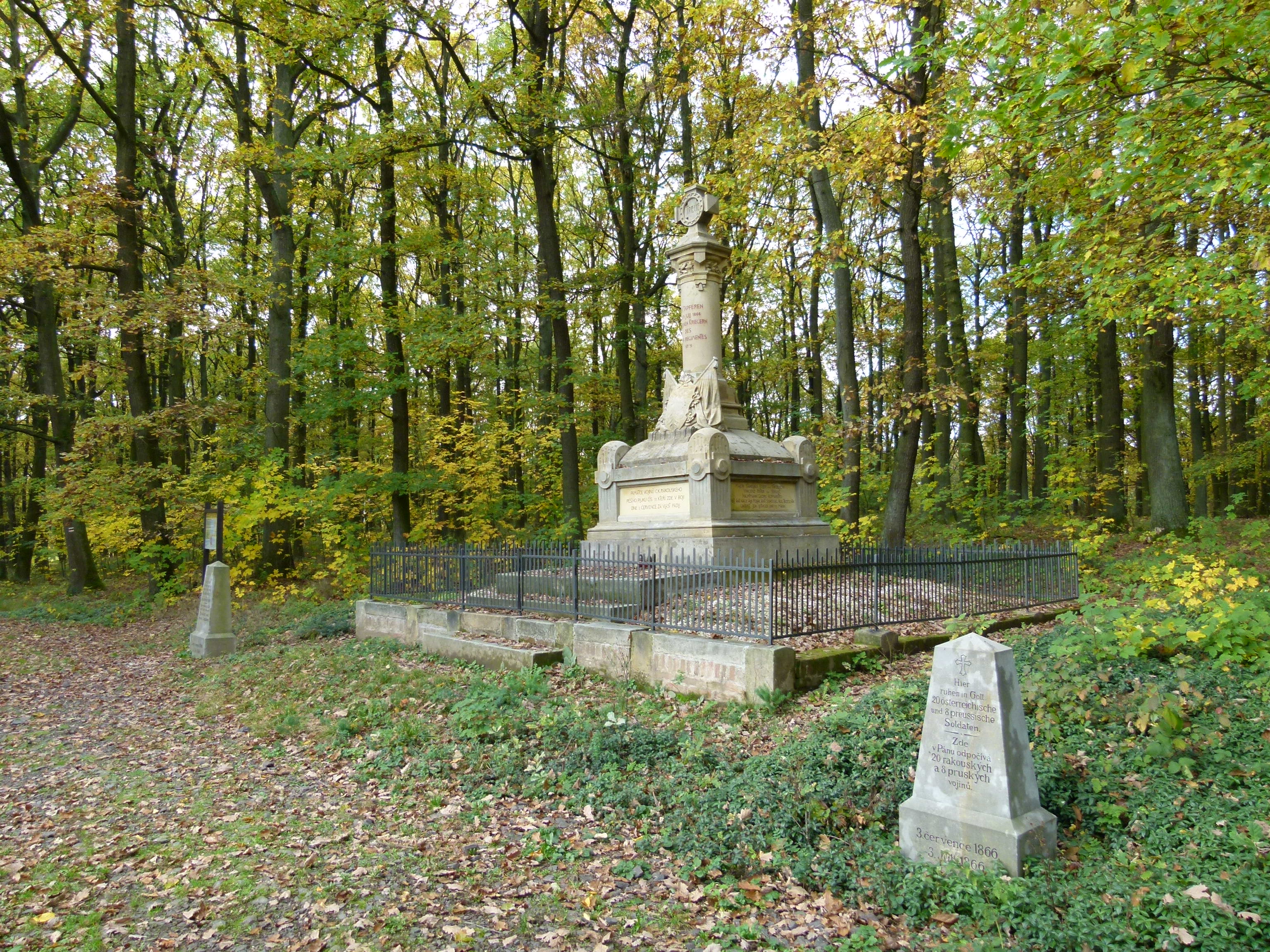
Pomník na bojišti prusko-rakouské války na Aleji mrtvých

### Související stránky
- Naučná stezka Les Svíb